# Слобідка (Молодечненський район, Хожівська сільська рада)
Слобідка (біл. вёска Слабодка) — село в складі Молодечненського району Мінської області, Білорусь. Село підпорядковане Хожівській сільській раді, розташоване в західній частині області.